# Il piccolo grande uomo (romanzo)
Il piccolo grande uomo (Little Big Man) è un romanzo dello scrittore statunitense Thomas Berger. Iniziò a scriverlo nel 1962 e lo pubblicò nel 1964. Il libro racconta di Jack Crabb, un americano al quale, dall'età di dieci anni, capita di vivere in una comunità di indiani Cheyenne. Attraverso numerose peripezie, finirà per combatterli alla battaglia del Little Bighorn. Del Settimo Reggimento Cavalleria, Crabb sarà l'unico superstite. Nella sua vita, avrà l'occasione di incontrare diversi personaggi chiave nella storia degli Stati Uniti d'America, tra cui Wyatt Earp, Calamity Jane, Wild Bill Hickok e soprattutto George Armstrong Custer.
Nel 1970 dal libro è stato tratto l'omonimo film diretto da Arthur Penn.

## Trama
Ralph Fielding Snell, un letterato appassionato di cose indiane, nell'autunno del 1952 si affida, durante i postumi di un'operazione chirurgica, alle cure di un'infermiera, la signora Burr. L'invadente infermiera, mossa da curiosità, è solita rovistare tra cassetti e scrittoi del signor Snell. Questi, pur avendo tollerato a lungo le incursioni sugli esemplari di artigianato ispano-coloniale, perde la pazienza quando la signora Burr mette mano alle "robe indiane" ed è persino costretto ad assistere ad una rozza danza di guerra che l'infermiera improvvisa con il copricapo originale di Cavallo Pazzo, che egli ha acquistato tempo prima per 650 dollari. Toltosi il prezioso copricapo dalla testa, la signora Burr racconta a Snell di aver lavorato negli anni quaranta ad un ricovero di vecchi, il Marville, e di avervi incontrato un uomo ultracentenario che sosteneva di aver vissuto in prima persona i tempi del far west e di avere partecipato alla strenua resistenza di Custer al fiume Little Bighorn. Mosso dall'irresistibile desiderio di verificare che un tale individuo esista davvero, Snell si reca all'istituto per senescenti, con in mano i vaghi ricordi dell'infermiera sul nome dell'uomo, ma i medici ne negano la presenza. Quando è ormai disposto ad abbandonare la ricerca, riceve una lettera da tale Jack Crabb, vecchio di centoundici anni, che risiede al Marville. Crabb gli offre la sua storia per 50.000 dollari.
Mantenendosi cauto sulla richiesta di denaro, da un lato, e accennando vagamente ai responsabili dell'istituto di un possibile interessamento del padre, assai facoltoso, per un finanziamento alla struttura, Snell riesce ad accordarsi per una serie di incontri in cui Crabb gli racconterà la propria storia.